# Lưu Túc (Đông Hải vương)
Đông Hải Khoảnh vương Lưu Túc (chữ Hán: 刘肃, ? – 125, tại vị 103 – 125) là tông thất nhà Đông Hán, phiên vương của nước Đông Hải trong lịch sử Trung Quốc.

## Cuộc đời
Túc là chắt nội của Hán Vũ đế, là cháu nội của Đông Hải Cung vương Lưu Cương và là con trai của Đông Hải Tĩnh vương Lưu Chánh.
Túc được sử cũ nhận xét là có tính khiêm tốn, tiết kiệm, noi theo đường lối của Cung vương Lưu Cương. Giữa niên hiệu Vĩnh Sơ (107 – 113) thời Hán An đế, Túc cho rằng Tây Khương chưa bình, dâng lên 2000 vạn tiền. Giữa niên hiệu Nguyên Sơ (114 – 120), Túc lại dâng vạn xúc lụa để trợ quốc phí, được Đặng thái hậu hạ chiếu thu nạp.
Tháng 7 ÂL năm Duyên Quang thứ 4 (125), Túc mất, tại vị được 23 năm, không rõ bao nhiêu tuổi. Con trai trưởng là Lưu Trăn được kế tự, tức là Đông Hải Hiếu vương. Con trai thứ là Mẫn, Kiệm đều được phong làm hương hầu.